# Naturschutzgebiet Siebenbuchen
Das Naturschutzgebiet Siebenbuchen mit einer Größe von 593,74 ha liegt nördlich von Meerhof im Stadtgebiet von Marsberg im Hochsauerlandkreis. Es wurde 2008 mit dem Landschaftsplan Marsberg als Naturschutzgebiet (NSG) ausgewiesen. Das NSG wird durch die Bundesautobahn 45 ungefähr in der Mitte zerschnitten. Das NSG ist seit 2004 eine Teilfläche des Europäischen Vogelschutzgebietes (Kurzbezeichnung Vogelschutzgebiet) Egge, unter NR. DE-4419-401, im Schutzgebietssystem Natura 2000 der Europäischen Union mit 7177 ha Größe. Der Bereich des Vogelschutzgebietes ist ebenfalls seit 2004 eine Teilfläche des Fauna-Flora-Habitat-Gebietes (FFH) Marschallshagen und Nonnenholz (Natura 2000-Nr. DE-4519-306) im Europäischen Schutzgebietssystem nach Natura 2000 mit 1532 ha Größe dar.
Das Naturschutzgebiet Apfelbaumgrund ist umgeben vom Naturschutzgebiet Siebenbuchen. Die Nordgrenze des NSG ist gleichzeitig die Kreisgrenze zum Kreis Paderborn. Im Kreis Paderborn grenzt das Naturschutzgebiet Marschallshagen und Nonnenholz mit oberen Altenautal an. Das NSG ist im Besitz des Staatsforstes Büren. Der Walderlebnispfad Merrhof genießt im NSG Bestandsschutz.

## Beschreibung
Das NSG umfasst einen Rotbuchen- bzw. Buchenmischwald. Im Gebiet brüten Schwarzstorch, Rotmilan, Schwarzspecht und Grauspecht.